# Petrisław
Petrisław (Piotr) także Petrislav (serb. Петрислав – Petrisław) – władca księstwa Dukli po 971 roku do około 993 roku.

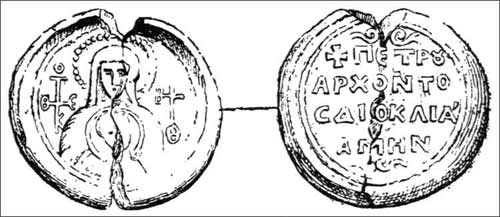
Pieczęć należąca do Petrisława

Panowanie Petrisława przypada na drugą połowę X wieku, kiedy to po śmierci księcia Czasława rozpadło się państwo serbskich Wyszesławiców. Spod serbskiego zwierzchnictwa wyswobodziły się wówczas Dukla, Trawunia, a nawet terytorium Konawli. Kolejni władcy Trawunii: Chwalimir i jego syn Tiszimir (Tugomir) Belicie podporządkowali sobie jednak Duklę. Przenieśli też ośrodek swego państwa z Trawunii do Dukli. Na Tiszimirze jednak prawdopodobnie wygasła dynastia Beliciów. Władzę w księstwie trebiniańsko-duklańskim przejęli duklańscy Predimirowicze. Według Popa Duklanina Petrisław władał księstwem początkowo wspólnie z młodszymi braćmi Dragimirem i Mirosławem: Petrisław w Dukli, Dragimir w Trebinju, a  Mirosław w Podgoriu. Po śmierci Mirosława, który utonął podczas burzy żeglując po Balcie, Petrisław objął również Podgorie. Data śmierci Petrisława nie jest znana. Został pochowany w kościele Matki Boskiej w Krajinie. Władzę w Dukli objął po nim jego jedyny syn Jan Włodzimierz.
Pop Duklanin, który w swojej kronice uważa wszystkich władców serbskich za potomków jednej dynastii Svevaldoviciów, podaje że Petrisław był synem Chwalimira i wnukiem Tiszimira.
W 1884 roku francuski bizantynolog Gustave Schlumberger odnalazł pieczęć należącą zapewne do Petrisława. Na pieczęci znajduje się grecki napis:
| +ΠΕΤΡ(Ο)Υ ΑΡΧΟΝΤΟΣ ΔΙΟΚΛ(Ε)ΙΑ(Σ) ΑΜΗΝ |
| +Piotra, archonta Dioklei. Amen.      |

Grecki napis na ołowianej pieczęci pochodzącej z IX lub X wieku podaje oprócz imienia władcy: Piotr, również jego tytuł: archont (tj. książę) Dioklei.